# Cleide Queiroz
Cleide Eunice Queiroz (Santos, 1940) é uma atriz brasileira. Cleide começou a atuar em 1969 ao lado de Paulo Autran em Morte e Vida Severina. Em 1996 atuou em O Mambembe. Interpretou, em 2001, Joana em uma das montagens de Gota D'Água, de Chico Buarque de Hollanda. Cleide conheceu o diretor teatral Gabriel Villela no final dos anos 80 e desde então tornaram-se amigos. Em 1987 apresentou, juntamente com Imara Reis, Irene Ravache dentre outros. o Prêmio APETESP

## Filmografia

### Televisão
| Ano  | Título            | Personagem        | Notas                                          |
| ---- | ----------------- | ----------------- | ---------------------------------------------- |
| 2008 | A Favorita        | Antônia           |                                                |
| 2006 | Bicho do Mato     | Oneide dos Santos |                                                |
| 2005 | Esmeralda         | Emanuela          |                                                |
| 2002 | Marisol           | Zalmúdia          |                                                |
| 2001 | Acampamento Legal | Tia Chica         |                                                |
| 2000 | Sandy & Júnior    | Suré              | Episódio: "Sandy & Junior e o Senhor do Tempo" |
| 1997 | O Olho da Terra   | Joana             |                                                |
| 1997 | Os Ossos do Barão | Isolina           |                                                |

### Cinema[4]
| Ano  | Título                      | Personagem  |
| ---- | --------------------------- | ----------- |
| 2023 | Escola de Quebrada          | Dona Anísia |
| 2022 | Meu Álbum de Amores         | Gilda       |
| 2018 | Onde Quer que Você Esteja   | Dona Neide  |
| 2016 | Morre Diabo                 | Espírito    |
| 2015 | Luva de Ouro                | Dona Nô     |
| 2010 | Aquém das Nuvens            | Geralda     |
| 2004 | Garotas do ABC              | —           |
| 2003 | Carandiru                   | —           |
| 2001 | Domésticas                  | Zefa        |
| 1991 | A Revolta dos Carnudos      | —           |
| 1985 | A Hora da Estrela           | —           |
| 1984 | O Baiano Fantasma           | Bêbada      |
| 1981 | Pixote, a Lei do Mais Fraco | Mãe de Dito |

## Trabalhos no Teatro (parcial)[11]
| Ano       | Título                                     | Personagem                                | Direção              |
| --------- | ------------------------------------------ | ----------------------------------------- | -------------------- |
| 2025      | Zuri e a Iroko – Através do Tempo e Espaço | Avó Natula (voz)                          | Eduardo Silva        |
| 2023      | Mãos Trêmulas                              | Costureira                                | Yara de Novaes       |
| 2017-2019 | Palavras de Stela                          | Stela                                     | Elias Andreato       |
| 2014      | Nas Alturas                                | Abuela Cláudia                            | André Dias           |
| 2007      | Tieta do Agreste - O Musical               | Carmosina                                 | Christina Trevisan   |
| 2005      | Erêndira                                   | —                                         | Ismael Ivo           |
| 2001      | Gota d'Água                                | Joana                                     | Gabriel Villela      |
| 1996      | O Mambembe                                 | —                                         | Gabriel Villela      |
| 1994      | Chimbirins e Chimbirons                    | Chimbirim                                 | Vladimir Capella     |
| 1992      | Sexo, Chocolate e Zambelê                  | —                                         | João Albano          |
| 1989      | Guaiu- A Ópera das Formigas                | Operária                                  | Jamil Dias           |
| 1983-1984 | Chiquinha Gonzaga, Ó Abre Alas             | Corista/Mucama/Jovem Declamadora/Zeferina | Osmar Rodrigues Cruz |
| 1983      | O Gato Malhado e a Andorinha Sinhá         | —                                         | Álvaro Guimarães     |
| 1969      | Morte e Vida Severina                      | —                                         | Silnei Siqueira      |

## Prêmios e indicações
| Ano  | Prêmio       | Indicação                | Trabalho    | Resultado | ref    |
| ---- | ------------ | ------------------------ | ----------- | --------- | ------ |
| 1984 | APETESP      | Melhor Atriz Coadjuvante | —           | Venceu    | [ 14 ] |
| 2001 | Prêmio Shell | Melhor Atriz             | Gota d'Água | Indicado  | [ 15 ] |